# Шуагеле
Шуагеле (груз. შუაღელე) — село в Грузії.
За даними перепису населення 2014 року в селі проживає 734 особи.